# Maksym Brankowicz
Święty Maksym cs. Swiatitiel Maksim, archijepiskop Wałachijskij serb. Ђорђе Бранковић (ur. 1462, zm. 18 stycznia 1516) – arcybiskup wołoski, święty prawosławny, despota serbski na Węgrzech latach 1485-1496.

## Hagiografia
Był synem despoty serbskiego św. Stefana Brankowicza i jego żony św. Angeliny. Urodził się w Albanii, dokąd jego ojciec musiał uciekać przed Turkami. Na chrzcie otrzymał imię Jerzy. Uzyskał wspaniałe jak na owe czasy wykształcenie, w tym religijne. Jego nauczycielem był mnich imieniem Marek.
Gdy Jerzy miał dwadzieścia trzy lata, zmarł jego ojciec. Wraz z matką, siostrą Marią i młodszym bratem Janem, wrócił do Belgradu i w 1486 w Sremie, z tytułem despoty serbskiego, stał się sukcesorem brata swego ojca – Vuka Brankovicza, uzyskując akceptację Macieja Korwina. Już w roku następnym węgierski król Maciej zaproponował, by Maksym ożenił się z jego córką Izabelą, stawiając jednocześnie warunek – przejście na rzymski katolicyzm. Wierny wierze ojców Jerzy nie wyrzekł się prawosławia. Sprawował rządy do 1496, kiedy przekazał władzę młodszemu bratu Jovanowi. Sam złożył śluby zakonne, przybrał imię Maksym i osiadł w znanym Monasterze Manasia (zwanym też Resawa), który pełnił w owych czasach funkcję centrum kultury serbskiej.
Prześladowany przez tureckich okupantów, zdecydował się zbiec do Hospodarstwa Wołoskiego (obecna Rumunia). Tam w samotności zbudował sobie zakonną celę. Po pięciu latach został wyświęcony na kapłana, a w 1507 mianowany arcybiskupem wołoskim. Sprawując tę funkcję zyskał przydomek „obrońcy prawosławia w Rumunii”. Po pięciu latach opuścił katedrę, by osiąść na Fruškiej gorze koło Nowego Sadu, gdzie założył monaster Krušedol. Tam zmarł w wieku pięćdziesięciu czterech lat. Wkrótce okazało się, że jego ciało nie uległo rozkładowi i jest źródłem cudownych uzdrowień. Kult świętego rozpościera się na całe Bałkany.

## Ikonografia
W ikonografii św. Maksym przedstawiany jest jako starszy mężczyzna ze znaczną łysiną czołową i rozwichrzoną brodą. Ma na sobie liturgiczne szaty biskupie, prawą dłoń złożoną w błogosławieństwie, w lewej trzyma Ewangelię.
Cerkiew prawosławna wspomina św. Maksyma 18/31 stycznia, tj. 31 stycznia według kalendarza gregoriańskiego.